# Leptomastix maculipes
Leptomastix maculipes är en stekelart som beskrevs av Trjapitzin 1965. Leptomastix maculipes ingår i släktet Leptomastix och familjen sköldlussteklar. Inga underarter finns listade i Catalogue of Life.